# Michael Gegerfeldt
Michael Gegerfeldt, född 21 juli 1978 i Täby, är en svensk entreprenör inom affärsområdet e-handel. Han har bland annat grundat skönhetsbolaget Eleven.se år 2004.

## Biografi
År 2004 grundade Gegerfeldt Eleven Shop. Under det första året renodlades sortimentet till att fokusera på skönhetsprodukter. År 2007 ändrades namnet till Eleven. I maj 2013 sålde Gegerfeldt bolaget och slutade då även som VD.
Gegerfeldt kom tillbaka som VD i bolaget 2014–2018. Därefter arbetade han med affärsutveckling i bolaget till april 2020. Han lämnade slutligen bolaget 2021, då han slutade som styrelsemedlem.
År 2021 blev Gegerfeldt VD för Delitea AB, en webbaserad matvaruhandel.